# Kurt Eccarius
Kurt Eccarius, född 5 mars 1905 i Coburg, död 9 oktober 1984 i Coburg, var en tysk Hauptscharführer i SS och mellan 1936 och 1945 chef för arrestlokalerna i koncentrationslägret Sachsenhausen.

## Biografi
Eccarius var utbildad porslinsarbetare och under lång tid chef för lägerfängelset i Sachsenhausen, i vilket bland andra Sigismund Payne Best, Georg Elser, Martin Niemöller och Herschel Grynszpan hade suttit. Han gjorde sig skyldig till många fall av misshandel av fångarna.
Efter andra världskrigets slut 1945 blev Eccarius fängslad och av den sovjetiska militärdomstolen dömd till livstids straffarbete och sändes till Workuta-lägret i Gulag. Efter påstötningar av Konrad Adenauer blev han i januari 1956 som så kallad Nichtamnestierter frisläppt och återvände till Västtyskland. År 1962 ställdes han inför domstol i Coburg, anklagad för avrättningen av fångar vid upplösandet av Sachsenhausen och dömdes för sex fall av försök till dråp, varpå han dömdes till fyra års tukthus. En ytterligare process mot Eccarius angående dödandet av sovjetiska fångar avslutades 22 december 1969 och resulterade i åtta och ett halvt års fängelse. Han släpptes dock efter två år eftersom myndigheterna bedömde att han inte var i stånd att vara internerad (haftunfähig).